# Il caporale Lituma sulle Ande
Il caporale Lituma sulle Ande è un romanzo di Mario Vargas Llosa del 1993, scrittore peruviano e vincitore del Premio Nobel per la Letteratura nel 2010. Si raccontano le vicende di Lituma, un personaggio presente nel precedente romanzo Chi ha ucciso Palomino Molero?, qui trasferito nella cittadina rurale di Naccos, una zona remota delle Ande peruviane.

## Trama
Il caporale Lituma si occupa del caso della misteriosa scomparsa di tre manovali di una miniera sulle Ande peruviane.
Nonostante i primi indizi portino al movimento rivoluzionario "Sendero Luminoso" la verità è ben diversa: un intrigo di credenze popolari, riti magici, antiche tradizioni e villaggi inesplorati condurranno il commissario a una scoperta sconvolgente.

## Edizioni italiane
- Il caporale Lituma sulle Ande, traduzione di Angelo Morino, Collana Scala stranieri, Milano, Rizzoli, 1995,  p. 286, ISBN 978-88-176-7037-1. - Collana ET. Scrittori n.1614, Torino, Einaudi, 2010, 2011, ISBN 978-88-061-9968-5.